# Восточное сельское поселение (Свердловская область)
Восто́чное се́льское поселе́ние — муниципальное образование в Камышловском муниципальном районе Свердловской области.
Административный центр — посёлок Восточный.

## География
Восточное сельское поселение расположено в восточной части Камышловского района, граничит с Пышминским городским округом.

## История
Восточное сельское поселение образовано в соответствии с Областным законом Свердловской области от 25.10.2004 года № 145-ОЗ «Об установлении границ вновь образованных муниципальных образований, входящих в состав муниципального образования Камышловский район и наделении их статусом сельского поселения» в 2005 году:

## Население
| 2010  | 2011  | 2012  | 2013  | 2014  | 2015  | 2016  |
| ----- | ----- | ----- | ----- | ----- | ----- | ----- |
| 3065  | ↗3070 | ↘2927 | ↘2815 | ↘2719 | ↘2649 | ↘2616 |
| 2017  | 2018  | 2019  | 2020  | 2021  | 2023  |       |
| ↘2601 | ↘2570 | ↘2549 | →2549 | ↘1624 | ↘1557 |       |

## Состав сельского поселения
| № | Населённый пункт | Тип населённого пункта          | Население |
| - | ---------------- | ------------------------------- | --------- |
| 1 | Аксариха         | деревня                         | ↘5        |
| 2 | Аксариха         | посёлок                         | ↘10       |
| 3 | Восточный        | посёлок, административный центр | ↘1270     |
| 4 | Кашина           | деревня                         | ↘10       |
| 5 | Ключики          | посёлок                         | ↘7        |
| 6 | Никольское       | село                            | ↘319      |
| 7 | Ольховка         | посёлок                         | ↘3        |
| 8 | Победа           | посёлок                         | ↘4        |